# Chelonus lukasi
Chelonus lukasi är en stekelart som beskrevs av Van Achterberg 2004. Chelonus lukasi ingår i släktet Chelonus och familjen bracksteklar. Inga underarter finns listade i Catalogue of Life.